# Gaudí a la millor pel·lícula d'animació
La següent llista és la de les pel·lícules nominades i guanyadores del Premi Gaudí a la Millor pel·lícula d'animació, des de l'any 2009, quan es van crear.

## Palmarès
| Any                   | Pel·lícula                                        | Director                                     |
| --------------------- | ------------------------------------------------- | -------------------------------------------- |
| 2009                  | Rovelló, un Nadal sense Noel                      | Antoni d'Ocon                                |
| 2009                  | Donkey Xote                                       | José Pozo                                    |
| 2010                  | Cher ami                                          | Miquel Pujol                                 |
| 2010                  | La carta del Rajà                                 | Ángel Blasco                                 |
| 2011                  | Els cap de drap al país on sempre brilla el sol   | Àlex Colls                                   |
| 2011                  | Rovelló. El carnaval de la Ventafocs              | Antoni d'Ocon                                |
| 2012                  | Chico i Rita                                      | Fernando Trueba Javier Mariscal Tono Errando |
| 2012                  | Arrugues                                          | Ignacio Ferreras                             |
| 2012                  | Floquet de neu                                    | Andrés G. Schaer                             |
| 2012                  | Rovelló i la llegenda de Sant Jordi               | Antoni d'Ocon                                |
| 2013                  | Les aventures de Tadeu Jones                      | Enrique Gato                                 |
| 2013                  | Els Cadells i el codi de Marco Polo               | Sergio Manfio                                |
| 2013                  | Papa, sóc una zombi                               | Joan Espinach Ricardo Ramón                  |
| 2014                  | Desert                                            | Desert                                       |
| 2015                  | Mortadel·lo i Filemó contra en Jimmy el Catxondo  | Javier Fesser                                |
| 2015                  | Els cap de drap a la selva de l'arc de Sant Martí | Àlex Colls                                   |
| 2016                  | Atrapa la bandera                                 | Enrique Gato                                 |
| 2017                  | Ozzy                                              | Alberto Rodríguez i Nacho La Casa            |
| 2018                  | Tadeu Jones 2: El secret del rei Mides            | Enrique Gato i David Alonso                  |
| 2018                  | Deep                                              | Julio Soto Gúrpide                           |
| 2019                  | Memòries d'un home en pijama                      | Carlos Fernández de Vigo                     |
| 2019                  | Black is Beltza                                   | Fermin Muguruza                              |
| 2020                  | Desert                                            | Desert                                       |
| 2021                  | Desert                                            | Desert                                       |
| 2022                  | Mironins                                          | Mikel Mas i Txesco Montalt                   |
| 2023                  | Tadeu Jones 3: La taula maragda                   | Enrique Gato                                 |
| 2024                  | Robot Dreams                                      | Pablo Berger                                 |
| 2024                  | Dispararon al pianista                            | Fernando Trueba i Javier Mariscal            |
| 2024                  | Hanna i els monstres                              | Lorena Ares                                  |
| 2024                  | Heavies tendres                                   | Joan Tomas Monfort                           |
| 2025                  |                                                   |                                              |
| Buffalo Kids          | Juan Jesús García i Pedro Solís                   |                                              |
| Dalia y el libro rojo | David Bisbano                                     |                                              |
| Mariposas negras      | David Baute                                       |                                              |
| Rock Bottom           | María Trénor                                      |                                              |